# Función medible
En teoría de la medida, una función medible es aquella que preserva la estructura entre dos espacios medibles. Formalmente, una función entre dos espacios medibles se dice medible si la preimagen (también llamada imagen inversa) de cualquier conjunto medible es a su vez medible.

## Definición
Sean {\displaystyle (X,{\mathcal {A}}),(Y,{\mathcal {B}})} espacios de medida, {\displaystyle f:X\to Y}. Se dice que {\displaystyle f} es una función medible con respecto a {\displaystyle {\mathcal {A}}} y {\displaystyle {\mathcal {B}}} (o simplemente se dice que es medible) si para todo {\displaystyle B\in {\mathcal {B}}}, {\displaystyle f^{-1}(B)\in {\mathcal {A}}}.

## Funciones medibles especiales
- Si  {\displaystyle (X,\Sigma )} y {\displaystyle (Y,\mathrm {T} )} son espacios de Borel, entonces toda función medible {\displaystyle f:(X,\Sigma )\rightarrow (Y,\mathrm {T} )} es llamada función de Borel (o función Borel-medible). Toda función continua es de Borel, pero no toda función de Borel es continua.

- Una función Lebesgue-medible es una función {\displaystyle f:(\mathbb {R} ,{\mathcal {L}})\rightarrow (\mathbb {C} ,{\mathcal {B}}_{\mathbb {C} })}, donde {\displaystyle {\mathcal {L}}} es la sigma-álgebra de los conjuntos Lebesgue-medibles y {\displaystyle {\mathcal {B}}_{\mathbb {C} }} es el álgebra de Borel en los números complejos {\displaystyle \mathbb {C} }. Estas funciones son de interés en el análisis matemático debido a que siempre pueden ser integradas.

- Las variables aleatorias son por definición funciones medibles cuyo dominio es un espacio muestral donde se ha definido una sigma-álgebra y contradominio en  {\displaystyle \mathbb {R} ,} con la medida de Lebesgue.

## Propiedades de las funciones medibles
- La suma y producto de dos funciones complejas medibles es también medible. Debido a esto también lo es el cociente (siempre que no haya división por cero).

- Si {\displaystyle f:(X,\Sigma _{1})\rightarrow (Y,\Sigma _{2})} y {\displaystyle g:(Y,\Sigma _{2})\rightarrow (T,\Sigma _{3})} son medibles entonces la composición {\displaystyle g\circ f} es medible. Esto no es necesariamente cierto cuando las sigma-álgebras no coinciden, es decir, si {\displaystyle f:(X,\Sigma _{1})\rightarrow (Y,\Sigma _{2})} y {\displaystyle g:(Y,\Sigma _{3})\rightarrow (T,\Sigma _{4})} entonces {\displaystyle g\circ f} podría no ser medible aunque f y g sí lo sean.

### Existencia de σ-álgebras mínimas
Dada una función {\displaystyle f:\Omega _{1}\to \Omega _{2}} donde {\displaystyle (\Omega _{2},{\mathcal {A}}_{2})} es un espacio de medida, siempre puede construirse una σ-álgebra
{\displaystyle {\mathcal {A}}_{1}\subset {\mathcal {P}}(\Omega _{1})} tal que la función f es una función medible entre los espacios {\displaystyle (\Omega _{1},{\mathcal {A}}_{1})} y  {\displaystyle (\Omega _{2},{\mathcal {A}}_{2})}, esto se logra definiendo {\displaystyle {\mathcal {A}}_{1}} como la colección de subconjuntos definida por:

{\displaystyle {\mathcal {A}}_{1}:=\{A\subset \Omega _{1}|\exists B\in {\mathcal {A}}_{2}\ \land \ A=f^{-1}(B)\}}

Si f es una función medible entre esos dos conjuntos, entonces la σ-álgebra del conjunto antiimagen contendrá a la σ-álgebra mínima anterior.

### Existencia de σ-álgebras máximas
Dada una función {\displaystyle f:\Omega _{1}\to \Omega _{2}} donde {\displaystyle (\Omega _{1},{\mathcal {A}}_{1})} es un espacio de medida, siempre existe una σ-álgebra máxima
{\displaystyle {\mathcal {A}}_{2}\subset {\mathcal {P}}(\Omega _{2})} tal que si f es una función medible entre los espacios {\displaystyle (\Omega _{1},{\mathcal {A}}_{1})} y  {\displaystyle (\Omega _{2},{\mathcal {A}}_{2})}, entonces la σ-álgebra sobre el conjunto imagen contiene a la siguiente sigma álgebra:

{\displaystyle {\mathcal {A}}_{2}:=\{B\subset \Omega _{2}|\exists A\in {\mathcal {A}}_{1}\ \land \ B=f(A)\}}

## Teorema
Toda función continua definida en un conjunto medible es medible.

### Demostración
Sea E un conjunto medible en {\displaystyle \mathbb {R} ^{n}}, y {\displaystyle f:E\longrightarrow \mathbb {R} } una función continua. Si G es un conjunto abierto en {\displaystyle \mathbb {R} }, sabemos que por las propiedades de las funciones continuas {\displaystyle f^{-1}(G)} es abierto en E, es decir, existe un conjunto abierto {\displaystyle U\subseteq \mathbb {R} } tal que {\displaystyle f^{-1}(G)=E\cap U} . Así, E es medible por definición de función medible, y U es medible por ser abierto, luego {\displaystyle f^{-1}(G)} es medible. Por tanto, {\displaystyle f} es medible.